# Église Notre-Dame-en-son-Assomption d'Isômes
L'église Notre-Dame est une église située à Isômes dans le département de la Haute-Marne en France.

## Patrimoine
L'église est classée monument historique par la liste de 1840.

## Architecture
Une première phase de construction a concerné le chœur et les bases de l'église puis une seconde phase de construction, dans le style cistercien, concerne les élévations de la nef. Elle est bâtie avec une nef à quatre travées, une tour carrée et un chœur carré. 
L'église a peut être été remaniée et restaurée en 1849 par Émile Boeswillwald. Une partie de son toit et de sa façade s'est effondrée en 1891.

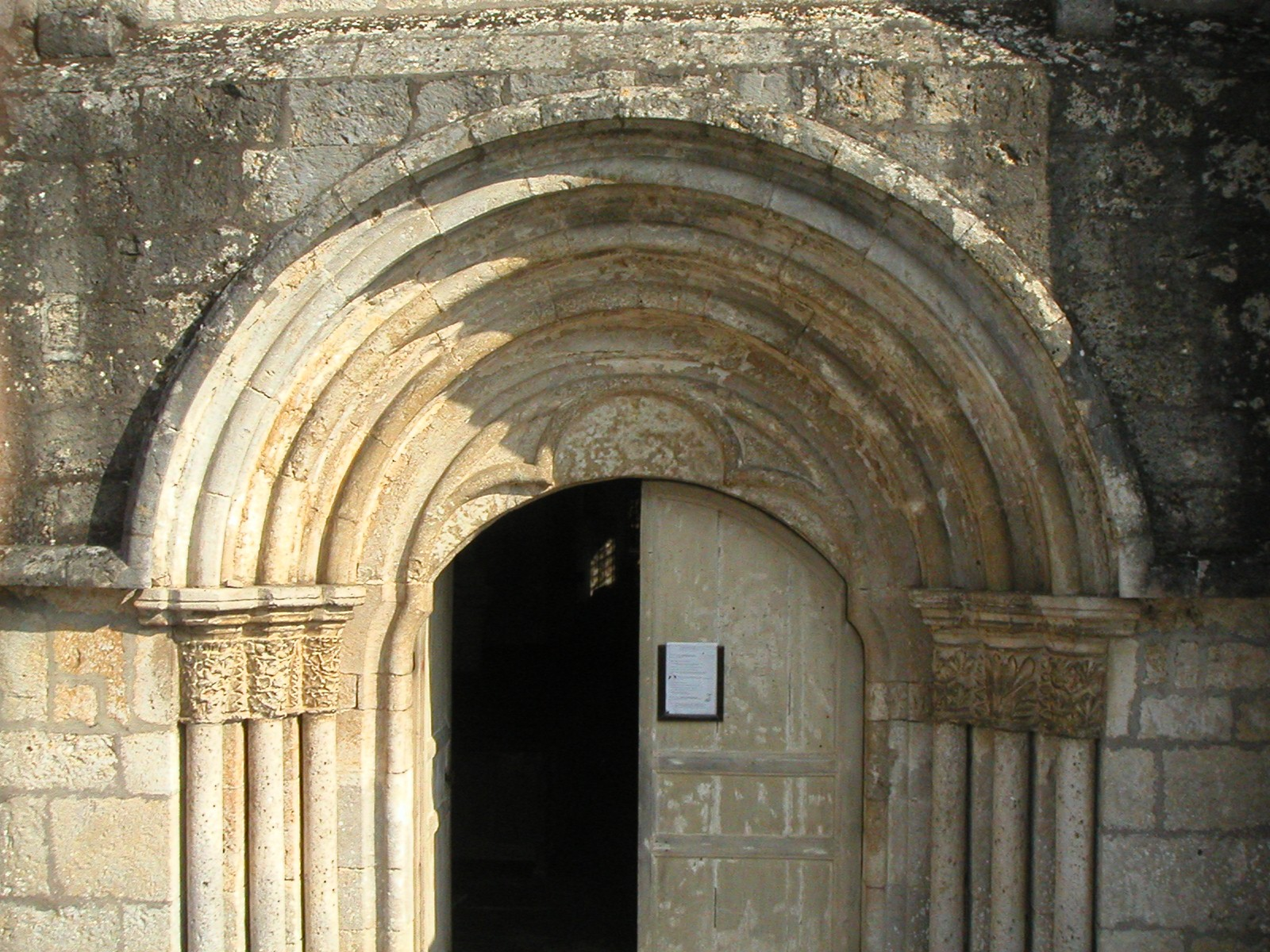
Détail du portail.
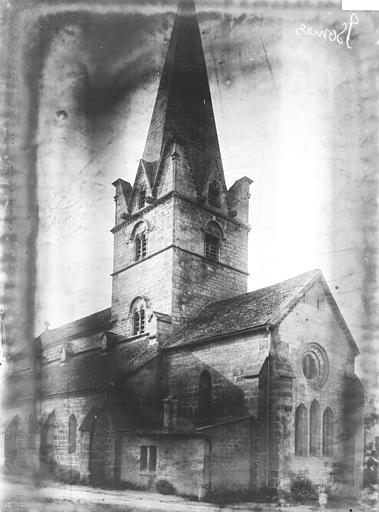
Photographie de Camille Enlart.